# تصلال
تصلال هي إحدى قرى مركز الخرعاء في منطقة نجران الواقعة جنوب غرب السعودية.

## نبذة
تبعد قرية تصلال حوالي 15 كم عن الخرعاء إلى الشمال الغربي، وبلغ عدد سكانها بحسب التعداد السكاني سنة 2010م حوالي 5,284 نسمة منهم 4,899 من السعوديين و385 من غير السعوديين.